# Morti nel 966
| Questa pagina contiene informazioni ricavate automaticamente dalle voci biografiche con l'ausilio del template Bio e di un bot. L'aggiornamento è periodico e automatico e ricostruisce completamente la pagina. Se manca una persona in questa lista, sei pregato di non aggiungerla, ma accertati piuttosto che la sua voce biografica contenga il template Bio e che i dati anagrafici siano correttamente compilati. Se il template Bio manca, inseriscilo tu stesso o, in alternativa, metti l'avviso {{tmp\|Bio}} che ne segnala la mancanza. Se i dati riportati sono sbagliati, correggi direttamente la voce biografica; le modifiche saranno visibili in questa lista entro pochi giorni. Per chiarimenti vedi il progetto biografie. La lista contiene solo le 10 persone che sono citate nell'enciclopedia e per le quali è stato implementato correttamente il template Bio. Pagina aggiornata al 18 mag 2025. |

- 19 gennaio - Fujiwara no Asatada, poeta giapponese (n. 910)
- 28 marzo - Flodoardo di Reims, storico, poeta e religioso francese (n. 894)
- 6 luglio - Berengario II d'Ivrea, sovrano franco
- 31 ottobre - Mirò I di Barcellona, conte
- 12 novembre - Abu Ishaq Ibrahim di Ghazna, funzionario turco
- 17 novembre - Sancho I di León, re spagnolo
- Giovanni VII di Gerusalemme, vescovo ortodosso bizantino
- Ibrahim ibn Ya'qub, diplomatico arabo (n. 912)
- Ono no Michikaze, artista giapponese (n. 894)
- Roberto di Vermandois, conte